# Frank Ostholt
Frank Ostholt (Warendorf, 23 de setembro de 1975) é um ginete de elite alemão. bicampeão olímpico do CCE por equipes. 

## Carreira
Frank Ostholt representou seu país nos Jogos Olímpicos de 2008, na qual conquistou no CCE por equipes a medalha de ouro, em 2008. 
Ele é casado com a ginete sueca Sara Algotsson Ostholt.